# Gabriela V. Šarochová
Gabriela V. Šarochová (* 2. září 1968 Praha) je česká historička. Vystudovala obor historie na Filozofické fakultě Univerzity Karlovy se zaměřením na období vrcholného středověku. Pracovala v oddělení holocaustu Židovského muzea v Praze a na Katedře dějin a didaktiky dějepisu Pedagogické fakulty Univerzity Karlovy. Má pět dětí, s partnerem žije na Moravě.

## Publikace
- Kristovská postava bratra Jana Palečka, šaška. In: Marginalia Historica I., 1996,
- Kdy, kde, proč a jak se to stalo v českých dějinách. Sto událostí, které dramaticky změnily naši historii. Praha, 2001. (vybrané kapitoly)
- Eliška Přemyslovna a Jan Lucemburský. Sňatek z rozumu. Praha, 2002.
- Radostný úděl vdovský. Královny-vdovy přemyslovských Čech. Praha, 2004.
- Záhady českých dějin. Co se skrývá pod povrchem historických událostí. Praha, 2005. (vybrané kapitoly)
- České země v evropských dějinách 1. Do roku 1492. Paseka